# Berlandina apscheronica
Berlandina apscheronica är en spindelart som beskrevs av Peter Mikhailovitch Dunin 1984. Berlandina apscheronica ingår i släktet Berlandina och familjen plattbuksspindlar. Inga underarter finns listade.